# Powiat iłłuksztański

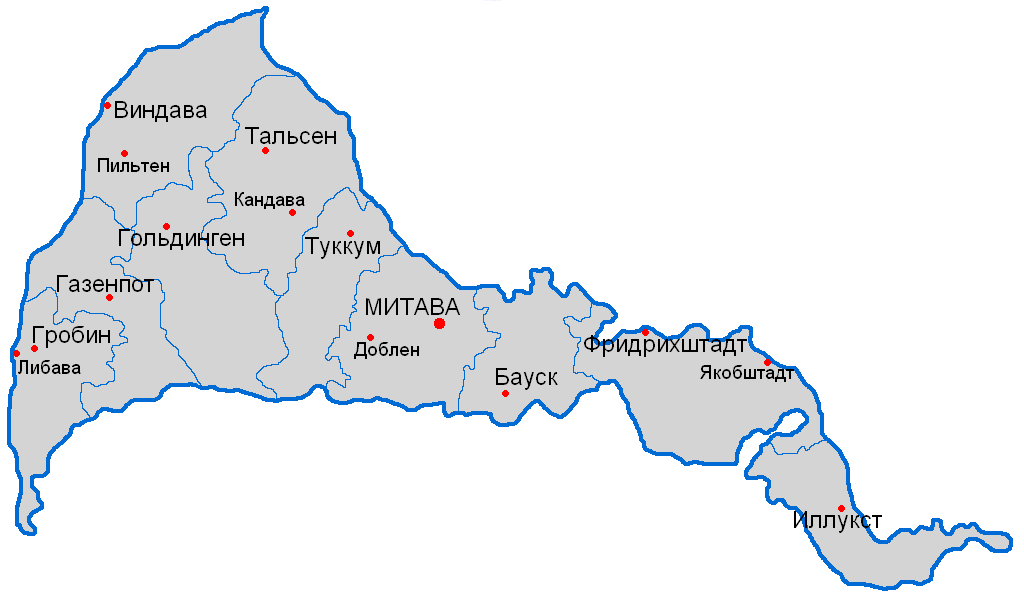
Powiat iłłuksztański w granicach guberni kurlandzkiej (najdalej na wschód)

Powiat lub ujezd iłłuksztański (alt. iłłukciański) – dawny powiat we wschodniej części guberni kurlandzkiej z siedzibą władz w Iłłukszcie.
Powiat iłłuksztański stanowił wąski klin między Inflantami a Wileńszczyzną. W przeciwieństwie do reszty Kurlandii miał charakter polski. Według spisu ludności z 1897 roku mieszkało w powiecie iłłuksztańskim 54,9 procent ludności katolickiej, natomiast w reszcie guberni kurlandzkiej dominowała ludność ewangelicka (łotewska i niemiecka). 
Na początku 1919 roku powiat został zajęty przez Armię Czerwoną, jednak wojska litewskie wyparły je latem 1919 roku. Wkrótce, podczas wojny polsko-bolszewickiej, część powiatu została zajęta przez wojska polskie w październiku 1919 roku. Było to 6 gmin powiatu iłłuksztańskiego (Borów, Boruny, Demeń, Kałkuny, Skrudelino, Sołonaj), które znalazły się pod administracją Zarządu Cywilnego Ziem Wschodnich i 31 października 1919 weszły w skład nowo utworzonego powiatu brasławskiego, który wszedł w skład okręgu wileńskiego. Wojska polskie wycofały się z terenu powiatu w lipcu 1920 roku.
W dniu 27 sierpnia 1920 roku w Kownie strona łotewska i litewska porozumiały się, że linią graniczną między nimi na terenie powiatu miała stać się szosa z Subocza (łot. Subate) do Łasmujży (Laši) i Iłłukszty (Ilūkste), natomiast ze stacji kolejowej Kałkuny będą mogli korzystać również Litwini. Doprowadziło to do drobnych starć między wojskami w powiecie, ponieważ Litwini zwlekali z ustąpieniem na wyznaczone im terytorium. Po zajęciu Wilna w październiku 1920 roku przez generała Lucjana Żeligowskiego, Łotwa zajęła cały powiat iłłuksztański. W 1920 roku obszar dawnego powiatu iłłuksztańskiego o łącznej powierzchni 1,5 tys. km² został zajęty przez Łotyszy i wcielony do Łotwy. Granicę uregulowano w marcu 1921 roku, gdy prace zakończył Sąd Arbitrażowy, pod kierownictwem Brytyjczyka Jamesa Simpsona. Na tej podstawie potwierdzono przynależność całego okręgu Iłłukszty do Łotwy.
Obszar ten jest jedynym skrawkiem terytorium podlegającym pod polską administrację w latach międzywojennych, który obecnie należy do Łotwy.